# Selous Vadvédelmi Terület
Selous Vadvédelmi Terület vagy Selous Vadrezervátum a világ egyik legnagyobb védelem alatt álló területe Tanzániában. 1982-ben került fel az UNESCO világörökségi listájára. Területe 50 000 négyzetkilométer, körülbelül egymillió állat élőhelye. A vadrezervátum magába foglalja a Mikumi Nemzeti parkot és a Kilombero Természetvédelmi területet.
A térségben a sűrű erdőktől a nyílt fás-füves tájakig többféle növényi övezet található. Nagyobb részét lombhullató erdő borítja, mellette sztyeppék, szavannák, elszórt erdősávokkal tagolt füves térségek találhatók. A talaj viszonylag terméketlen, a tél pedig száraz, ennek ellenére nagy a vadsűrűség és az itt élő fajok száma. Ez a sokszínű élőhelynek, az ivóvízbőségnek és az emberi települések hiányának köszönhető. A rezervátumban mintegy 400 állatfaj él, 1986-ban 57 faj körülbelül 750 ezer egyedét jegyezték fel. Az itt élő gnúk számát ekkor 150 ezerre, az elefántokét 100 ezerre, az antilopokét és zebrákét 50-50 ezerre a vízilovakét 20 ezerre becsülték. A különféle növényzeti zónák zsiráfoknak, valamint gepárdoknak, párducoknak és oroszlánoknak nyújtanak élőhelyet. 1994-ben az illegális vadászat miatt az elefántok számát már csak 50 ezer példányra becsülték, ami az ország teljes elefántpopulációjának a fele volt.

## Története
Az 1851-es angliai születésű Frederick C. Selous kalandvágyból húszévesen Afrikába utazott. Az első világháborúban német golyóktól esett el a Rufiji-folyó közelében. Néhány év múlva azok a területek, melyek feltérképezésében meghatározó szerepet vállalt, a Selous Vadrezervátum nevet kapták.
Kelet-Afrika Kilimandzsárótól délre fekvő területe felett a németek szerezték meg a felügyeletet. 1910-ben II. Vilmos császár Tanganyika délnyugati részét, így a mai vadrezervátum területét is születésnapi ajándékul adta feleségének. A német kormány 1905-ben létrehozott egy kis vadrezervátumot, melyet Afrika első vadvédelmi körzetének tekinthetünk. A védett területek szétszórtsága azonban nem tette lehetővé a vadvédelem hatékony kialakítását, ezért a britek 1922-ben Selous Vadrezervátum néven, megközelítőleg 2 500 000 hektáron egyesítették a védett területeket.

## Vízrajza
A szövevényes vízrajzú területen a folyók egész hálózata alakult ki: a Mswega, a Mhangasi, a Sumbadzi és a Njenje összefolyása alkotja a Luwegót és a Kilomberót, e kettő a Shuguli-vízeséseknél a Rufijiben egyesül, melynek vize még a Nagy Ruahával és a Lungonyával is gazdagodik, mielőtt
az Indiai-óceánba torkollana. A folyókat kétoldalt végig galériaerdők szegélyezik.

## Növény- és vízrajza
A ligetes szavannát Terminalia fák és cserjék színesítik, a keleti rész ártereit már fa nélküli, füves pusztaság borítja. Az ökoszisztémák sokszínűsége, a nagy kiterjedés és a minimális emberi jelenlét hozzájárult Selous rendkívül gazdag faunájának kialakulásához. Valószínűleg a földön itt élnek legnagyobb számban elefántok, nílusi krokodilok, hiénakutyák, kafferbivalyok és vízilovak.

## Galéria

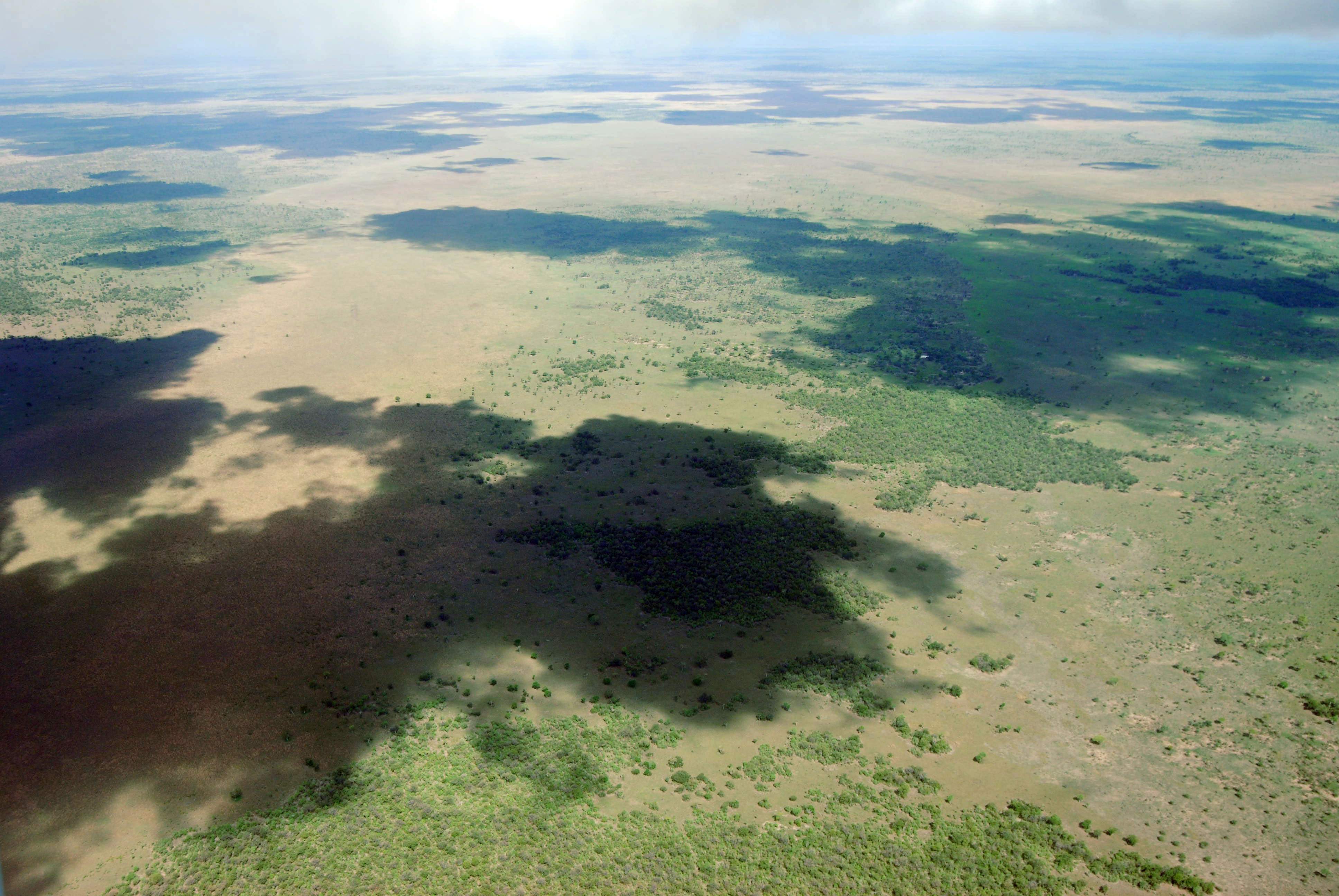
Légi fotó a rezervátumról
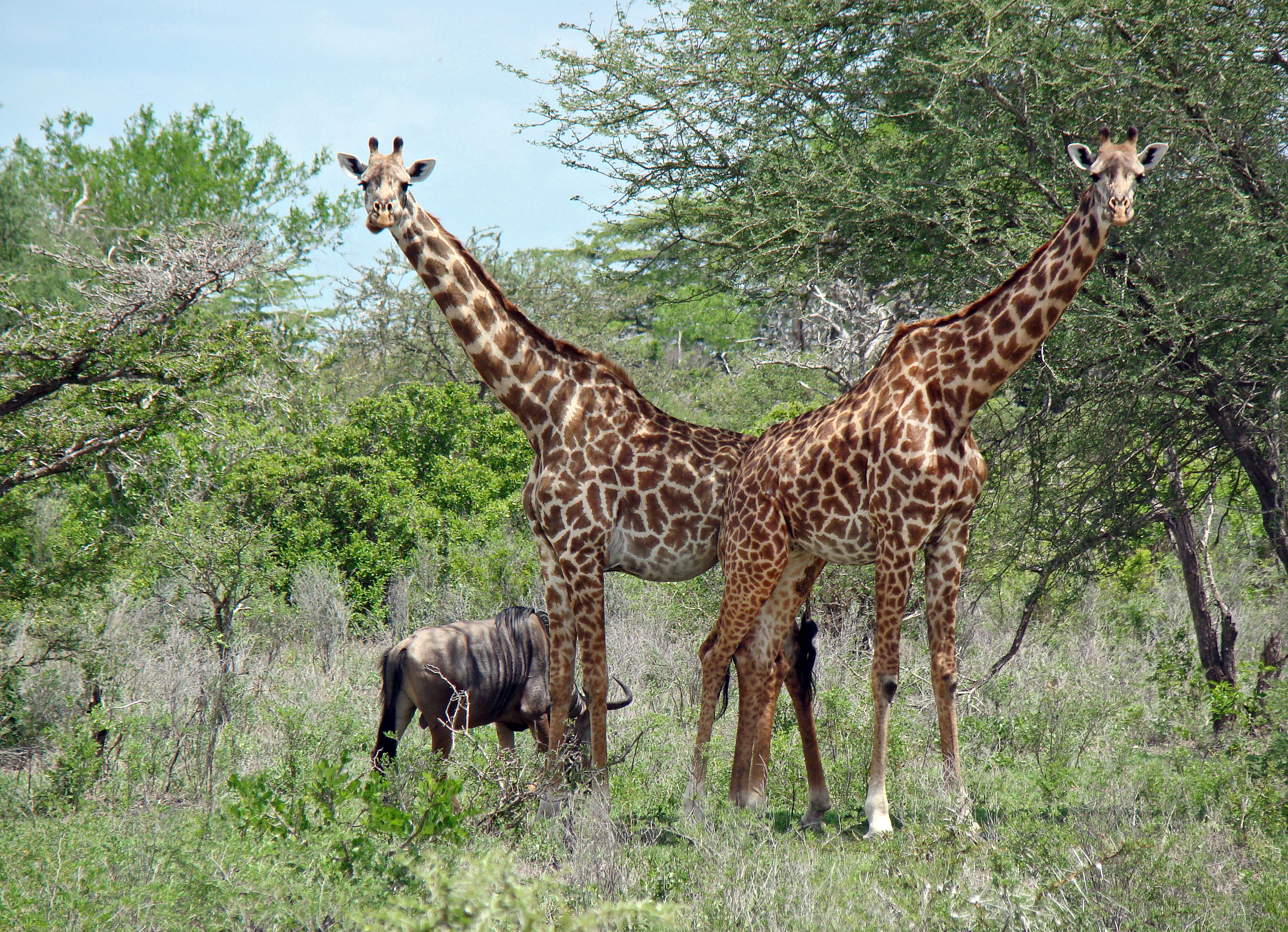
Zsiráfok és egy gnú
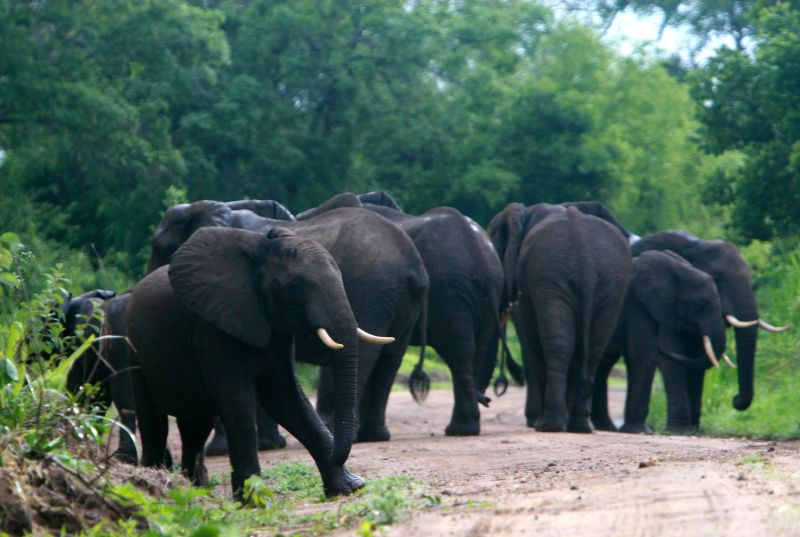
Elefántok
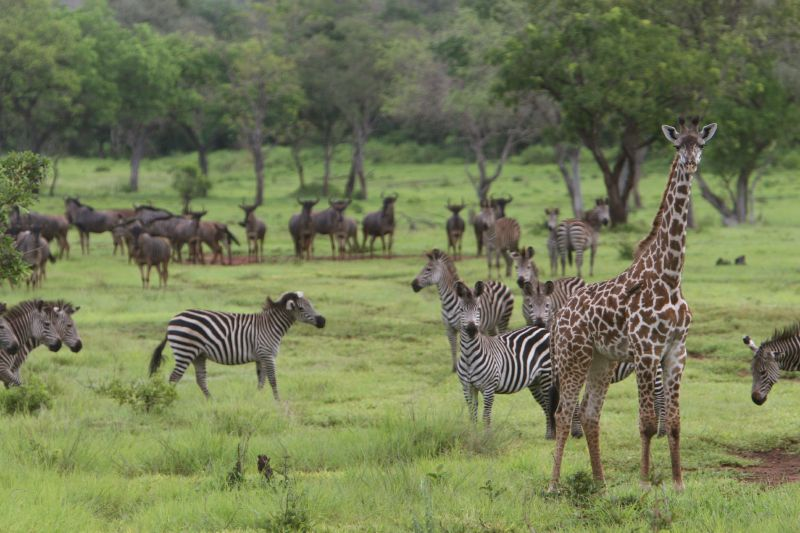
Állatok vegyesen
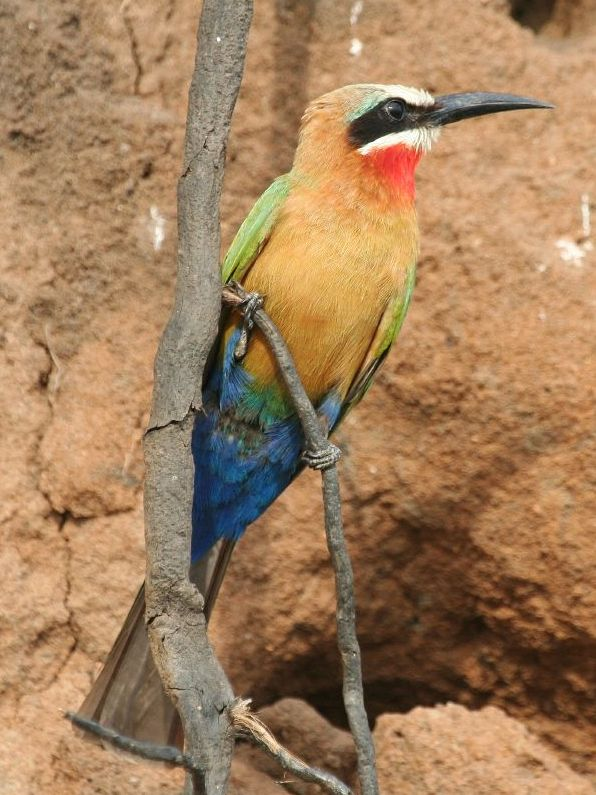
Fehérfejű gyurgyalag
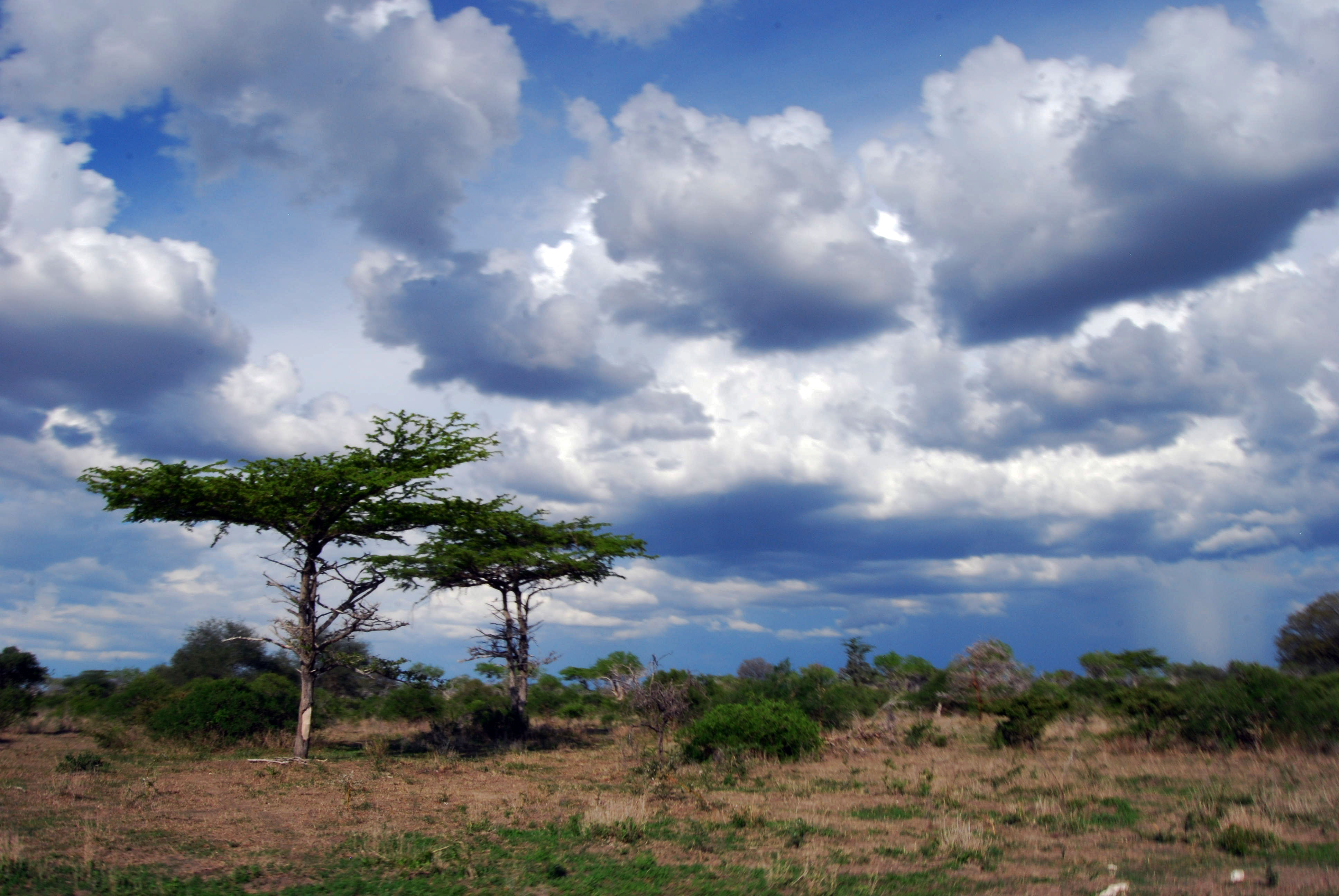
Selous
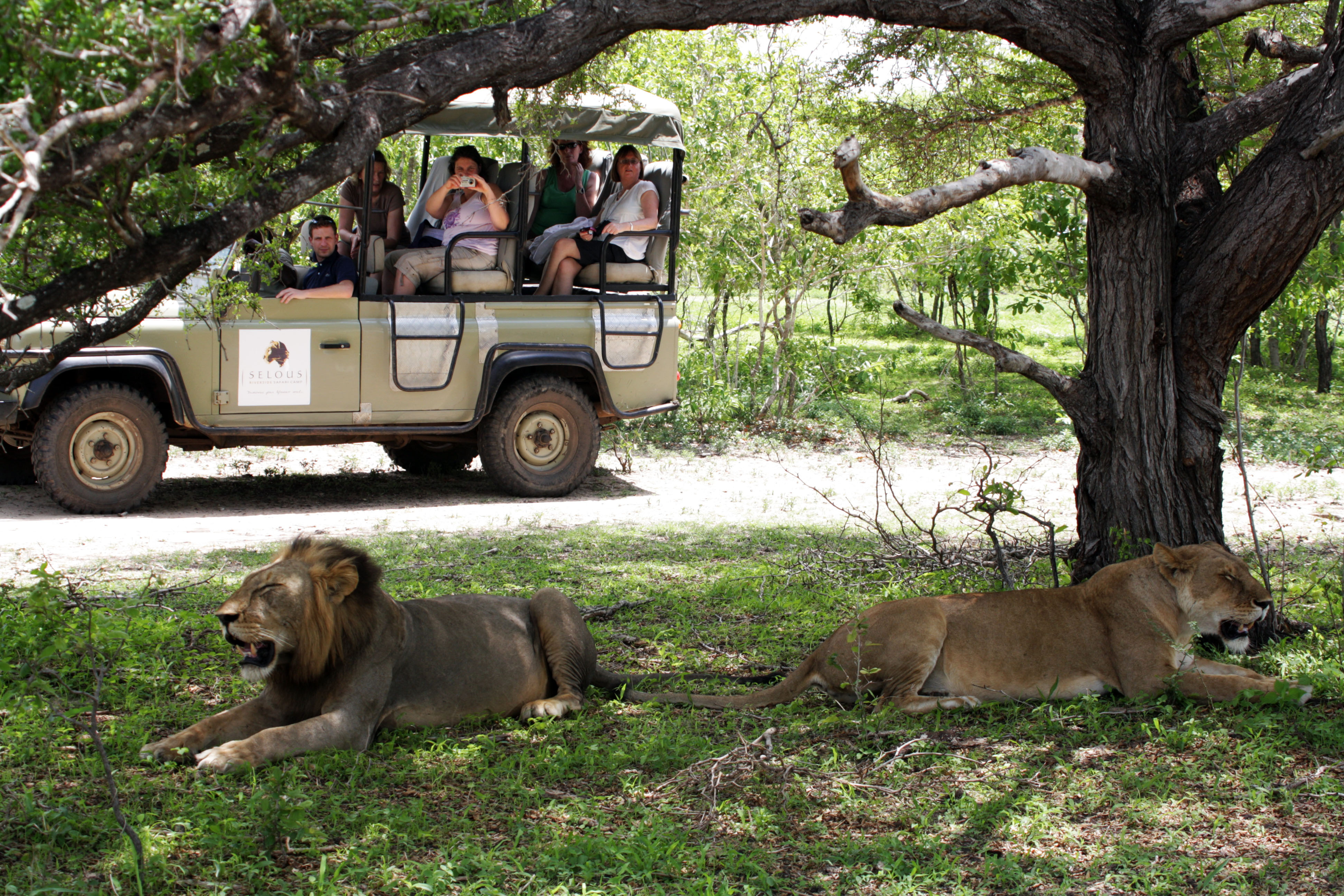
Turisták nézik az oroszlánokat
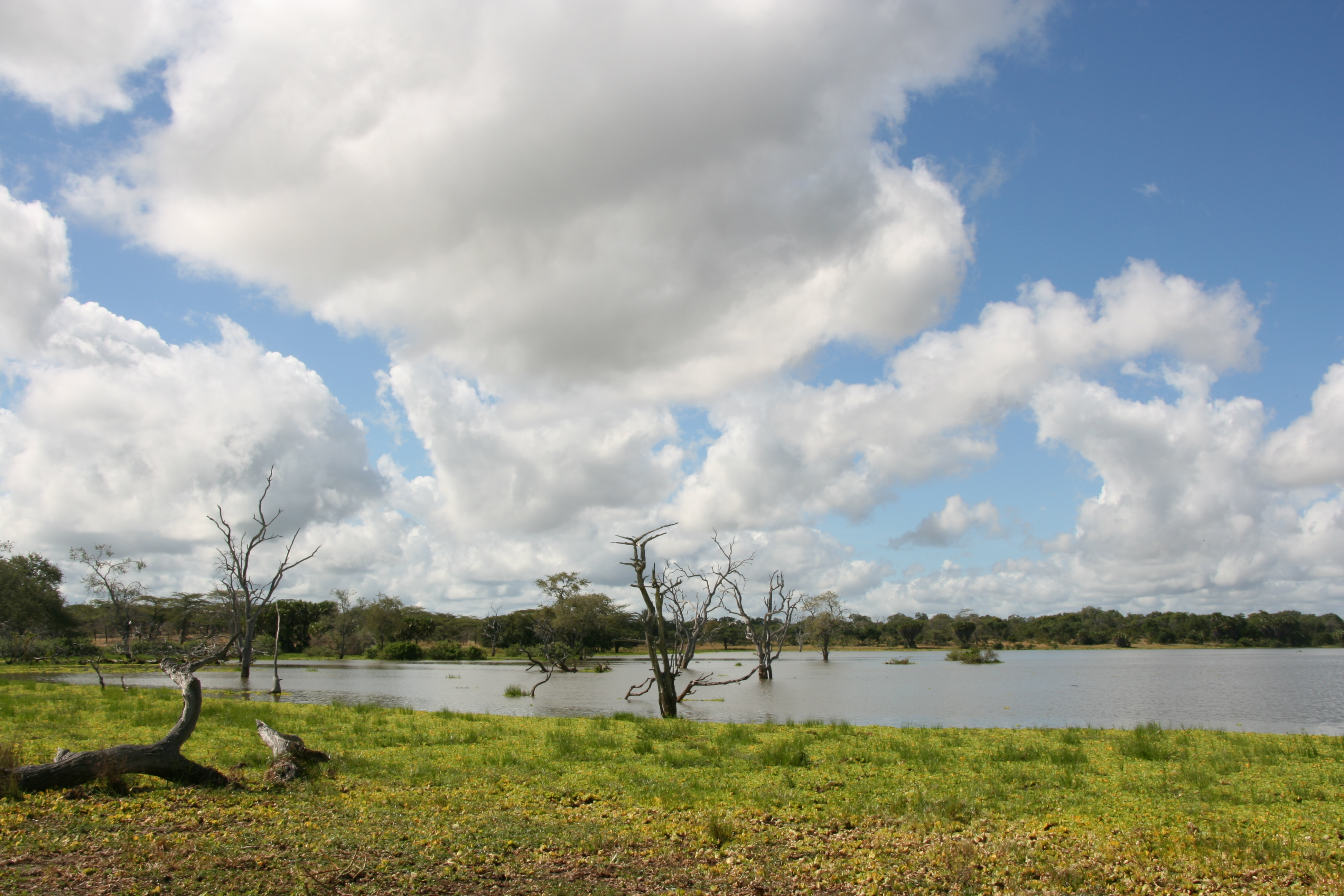
Tó